# Bahrain Air
Bahrain Air (en árabe طيران البحرين) fue la segunda aerolínea de bandera del Reino de Baréin, y su base principal es el Aeropuerto Internacional de Baréin. La aerolínea de bajo coste Volaba a veinte destinos en Oriente Medio, África e India. La aerolínea tenía entre sus planes llegar a 23 ciudades en 2009 y a 25 ciudades en 2010.
Bahrain Air comenzó sus operaciones el 1 de febrero de 2008. La aerolínea utilizaba una moderna flota de aviones Airbus A320, con doce asientos de tipo business y 150 en turista.
El director de desarrollo afirmó en una entrevista que planeaba incrementar sus destinos hasta la cifra de 25 en los tres años próximos.
El 12 de febrero de 2013 mediante anuncio publicado en su página web comunican el cese de operaciones y la liquidación voluntaria de la compañía.

## Destinos
Bahrain Air operaba a los siguientes destinos (en septiembre de 2009):
- Baréin
  - Aeropuerto Internacional de Baréin Hub
- Egipto
  - Alejandría - Aeropuerto Internacional de Alejandría
- India
  - Cochín - Aeropuerto Internacional de Cochín
  - Calicut - Aeropuerto Internacional de Calicut
  - Bombay - Aeropuerto Internacional Chhatrapati Shivaji
- Irán
  - Mashhad - Aeropuerto Internacional de Mashhad
- Irak
  - Bagdad - Aeropuerto Internacional de Bagdad
  - Nayaf - Aeropuerto Internacional de Al Nayaf
- Jordania
  - Amán - Aeropuerto Internacional Queen Alia
- Kuwait
  - Aeropuerto Internacional de Kuwait
- Líbano
  - Beirut - Aeropuerto Internacional de Beirut Rafic Hariri
- Nepal
  - Katmandú - Aeropuerto Internacional Tribhuvan
- Catar
  - Doha - Aeropuerto Internacional de Doha
- Arabia Saudita
  - Yida - Aeropuerto Internacional Rey Abdulaziz
  - Riad - Aeropuerto Rey Khalid
- Sudán
  - Jartum - Aeropuerto Internacional de Jartum
- Siria
  - Aleppo - Aeropuerto Internacional de Aleppo
  - Damasco - Aeropuerto Internacional de Damasco
- Emiratos Árabes
  - Abu Dhabi - Aeropuerto Internacional de Abu Dhabi
  - Dubái - Aeropuerto Internacional de Dubái

## Flota
La flota de Bahrain Air consistía de las siguientes aeronaves (a 1 de diciembre de 2010):
| Aeronave        | In Servicio | Pasajeros (Prémium/Turista) | Notas |
| --------------- | ----------- | --------------------------- | ----- |
| Airbus A319-100 | 2           | 126 (12/114)                |       |
| Airbus A320-200 | 4           | 162 (12/150)                |       |
| Total           | 6           |                             |       |